# Стево Бољевић
Стево Бољевић  (Стијена, код Подгорице, 17. мај 1918 — Тјентиште, код Фоче, 13. јун 1943) био је учесник Народноослободилачке борбе и народни херој Југославије.

## Биографија
Рођен је 17. маја 1918. године у селу Стијена, код Подгорице.
Пре Другог светског рата је био студент Више економске школе у Загребу.
Члан Комунистичке партије Југославије је од 1936. године.
Учесник Народноослободилачке борбе је од 1941. године.
Погинуо је 13. јуна 1943. године изнад Тјентишта, у току Битке на Сутјесци, као политички комесар Другог батаљона Пете пролетерске црногорске ударне бригаде.
Указом председника Федеративне Народне Републике Југославије Јосипа Броза Тита, 27. новембра 1953. године, проглашен је за народног хероја.